# Дружноселье (Выборгский район)
Дружноселье (до 1948 года Пихкаланярви, фин. Pihkalanjärvi) — посёлок в Каменногорском городском поселении Выборгского района Ленинградской области.

## Название
Гидроним Пихкаланярви означает «озеро у деревни Пихкала». Последнее название, в свою очередь, образовано от антропонима.
По решению исполкома Тиккутского сельсовета от 16 января 1948 года селения Пихкаланярви, Ниеми, Пори и Лиири получили наименование деревня Дружноселье. Это переименование было закреплено указом Президиума ВС РСФСР от 1 октября 1948 года.

## История

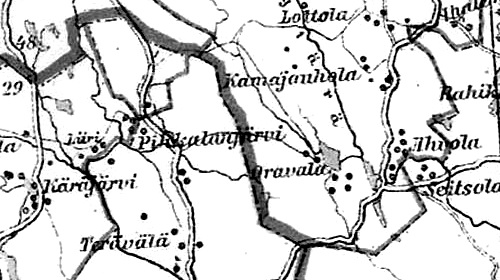
Деревня Пихкаланярви на финской карте 1923 года

В 1937 году в деревне проживал 171 человек. Население в основном зарабатывало на жизнь сельским хозяйством. Деревне принадлежало 678 га леса, 316 га пашни и 9 га лугов.
До 1939 года деревня Пихкаланярви входила в состав волости Нуйямаа Выборгской губернии Финляндской республики.
С 1 января 1940 года — в составе Карело-Финской ССР.
С 1 июля 1941 года по 31 мая 1944 года финская оккупация.
С 1 декабря 1944 года — в составе Тиккутского сельсовета Выборгского района.
С 1 октября 1948 года учитывается административными данными как деревня Дружноселье в составе Дружносельского сельсовета.
С 1 декабря 1960 года — в составе Комсомольского сельсовета.
В 1961 году население деревни составляло 174 человека. 
По данным 1966, 1973 и 1990 годов посёлок Дружноселье входил в состав Комсомольского сельсовета.
В 1997 году в посёлке Дружноселье Возрожденской волости проживали 24 человека, в 2002 году — 5 человек (русские — 80 %).
В 2007 году в посёлке Дружноселье Каменногорского ГП проживали 5 человек, в 2010 году — 8 человек.

## География
Посёлок расположен в северной части района на стыке автодорог 41К-418 (Дружноселье — Перевозное) и 41К-423 (подъезд к пос. Дружноселье).
Расстояние до административного центра поселения — 26 км. 
Расстояние до ближайшей железнодорожной станции Возрождение — 17 км. 
Через посёлок протекает река Петровка.

## Демография
| 2007 | 2010 | 2017 | 2021 |
| ---- | ---- | ---- | ---- |
| 5    | ↗8   | →8   | ↗15  |

## Улицы
Земляничный проезд, Морошковый проезд, Центральная, Черничный проезд.